# Lucien d'Eaubonne
Pour les articles homonymes, voir d'Eaubonne.
Lucien Jules Clément d'Eaubonne, né à Chaville le 26 août 1870 et mort à Neuilly-sur-Seine le 27 juillet 1914, est un sculpteur, peintre et graveur en médailles français.

## Biographie
Fils du peintre Louis-Lucien d'Eaubonne, élève de Gustave Moreau et de Jules-Élie Delaunay, membre du Salon des artistes français, Lucien d'Eaubonne y obtient une médaille de bronze en 1913. 
Il travaille à la Manufacture de Sèvres de 1902 à 1914.